# Bocskaikert
Bocskaikert là một thị trấn thuộc hạt Hajdú-Bihar, Hungary. Thị trấn này có diện tích 10,89 km², dân số năm 2010 là 2917 người, mật độ 268 người/km².